# 开明寺塔
开明寺塔建于唐开元中（公元713年），宋庆元元年重修，是陕南最早的古砖塔。1957年成为陕西省文物保护单位。2006年，洋县开明寺塔被国务院公布为第六批国家级重点文物保护单位。
开明寺塔周围原有一座寺院名为开明寺，因而得名。塔高27米，共13层。每层立面上各设有1个佛龛和2个小塔，共有佛龛52个，小塔104个。塔四角皆有风铃。